# Mario Notaro
Mario Notaro (7 maggio 1950) è un allenatore di calcio italiano.

## Carriera
Dal 2000 al 2009 ha allenato la squadra Under-19 del Charleroi (dove già aveva allenato nelle giovanili dal 1994 al 2000), club di cui dall'1 al 20 novembre del 2009 è stato nominato allenatore ad interim della prima squadra, militante in quella stagione nella prima divisione belga; successivamente è tornato sulla panchina dell'Under-19, dove è rimasto fino al 14 aprile 2010, quando è stato richiamato alla guida della prima squadra, mantenendo tale incarico fino al 30 giugno dello stesso anno. In seguito dopo altri due anni nelle giovanili è stato richiamato alla guida della prima squadra (nel frattempo retrocessa in seconda divisione belga) come allenatore ad interim il 26 febbraio 2012, mantenendo l'incarico per 2 partite (la vittoria per 3-1 contro il Sint-Niklaas del 26 febbraio 2012 e la successiva vittoria esterna per 2-1 contro l'Eendracht Aalst il successivo 4 marzo). Nella rimanente parte della stagione (chiusa con la promozione in massima serie dei bianconeri) ha poi lavorato come vice della prima squadra, ruolo che ha ricoperto anche nella stagione successiva, ad eccezione di due distinti periodi: dal 13 giugno al 14 luglio 2012 è infatti stato allenatore della prima squadra, ruolo che ha poi ricoperto anche dal 18 marzo 2013 fino a fine stagione, con un bilancio di 6 partite allenate nella prima divisione belga (una vittoria, 4 pareggi ed una sconfitta). A partire dalla stagione 2013-2014 ricopre nuovamente il ruolo di allenatore in seconda del Charleroi, prima in seconda divisione e poi, a partire dalla stagione 2015-2016, nuovamente in prima divisione.